# Motoo Hayashi
Motoo Hayashi (林 幹雄, Hayashi Motoo), né le 3 janvier 1947 dans le district de Katori (préfecture de Chiba), est un homme politique japonais. Membre du Parti libéral-démocrate, il est ministre de l'Économie, du Commerce et de l'Industrie entre 2015 et 2016 dans le gouvernement Abe III.

## Sources
- (en) Cet article est partiellement ou en totalité issu de l’article de Wikipédia en anglais intitulé « Yōichi Miyazawa » (voir la liste des auteurs).